# Hush (Joe South)
Hush is een lied geschreven door de Amerikaan Joe South. De tekst van het refrein vertoont gelijkenis met die van een gospel ("Hush, hush, I thought I heard her calling my name" tegenover "Hush, hush, somebody’s calling my name"). De eerste artiest die het nummer opnam was vermoedelijk Billy Joe Royal op de voet gevolgd door Kris Ife en Russell Morris. In 2016 zijn er ongeveer dertig covers van het nummer bekend, van Deep Purple (tweemaal) tot Milli Vanilli. Er is een bigbandversie van Woody Herman, een Vlaamse Hush verzorgd door Nelly Byl gezongen door Jimmy Frey en een Franse voor Johnny Hallyday onder de titel Mal.
In 1997 werd het nog een grote hit voor de Britse band Kula Shaker.
South nam het zelf op in folkstijl voor zijn album Games people play uit 1969, er werd van het nummer een promotiesingle (niet in de handel gebracht) geperst.

## Billy Joe Royal
Hush is een van de negen singles waarmee Billy Joe Royal de Billboard Hot 100 wist te bereiken. Zijn grootste hit aldaar was Down in the boondocks dat de top tien wist te halen. Hush kwam in acht weken niet verder dan een 52e plaats.

## Hitnotering
In Engeland werd het geen hit.

### Nederlandse Top 40
Het nummer had in de bij deze hitparade behorende tipparade ook het predicaat alarmschijf meegekregen. Het stond er nummer 1 in, maar de term werd pas in 1969 geïntroduceerd.
| Positie: | 38 | 27 | 16 | 8 | 5 | 7 | 11 | 14 | 21 | 30 | 40 | uit |

### NederlandseParool Top 20
| Positie: | 19 | 12 | 5 | 6 | 8 | 13 | 16 | uit |

België had nog geen officiële hitparade.

### NPO Radio 2 Top 2000
| Nummer met noteringen in de NPO Radio 2 Top 2000 | '99  | '00  | '01  |
| ------------------------------------------------ | ---- | ---- | ---- |
| Hush                                             | 1914 | 1835 | 1921 |

1. ↑  Een vetgedrukt getal geeft de hoogste notering aan.
2. ↑  Deze tabel is bijgewerkt tot en met de laatste editie (2024).

## Deep Purple
Een vroege versie van Deep Purple met Rod Evans, Ritchie Blackmore, Nick Simper, Jon Lord en Ian Paice nam het in april 1968 op voor hun album Shades of Deep Purple. Er werd ook een promotiefilmpje geschoten. Die versie, die debuutsingle van Deep Purple was, werd er een grotere hit dan die van Billy Joe Royal. Deep Purple wist de vierde plaats te bereiken in de Billboard Hot 100 en stond tien weken genoteerd. Ook in Canada was het populair, maar thuisbasis Engeland van Deep Purple liet het grotendeels links liggen. Het haalde de UK Singles Chart toen niet. Ook Nederlanders en Belgen kochten het te weinig om het in de hitparades te krijgen. Voor de jukebox is speciaal een versie geperst met op de ene kant Hush! van Deep Purple en op de andere kant Jennifer Eccles van The Hollies.
De situatie voor Billboard en Britse Top 100 wisselde in 1988. Een nieuwe versie, getiteld Hush 88 verschenen via Polydor/Mercury Records, met zanger Ian Gillan en bassist Roger Glover haalde net aan de Britse hitlijst (2 weken met hoogste plaats 62), maar niet die in de Verenigde Staten. Opnieuw deden Nederland en België niet mee.
De versies van Deep Purple zijn terug te vinden in een aantal films, waaronder Apollo 13, Quentin Tarantino's Once Upon a Time in Hollywood en Strange Wilderness. Ook games als Battlefield Vietnam, Spec Ops: The Line, en Guitar Hero II spelen het af. In 2008 was het te horen in een remixte versie bij de reclames voor de Jaguar XF.

## Kula Shaker
Nadat Kula Shaker in 1996 doorbrak met m.n. de single Tatva van het album K, kwam in 1997 de band onverwachts met hun versie van Hush!. Dit werd uiteindelijk hun grootste hit in Nederland tot nu toe. In de heruitgave van het album "K" werd Hush! als 2de schijfje in 1997 toegevoegd.